# 成嬿
裴成嬿（： Bae Sung Yeon；1999年5月25日—），藝名為成嬿，美籍韓裔女歌手，曾為韓國女子團體PRISTIN的成員之一。

## 早年生活及教育
成嬿於1999年5月25日出生於韓國首爾城東區，在美國加州長大（居住9年），為家中獨生女，擁有韓國和美國雙重國籍。。
成嬿曾在美國就讀Charles H. Kim Elementary School、John Burroughs Middle School
在小學四年級時去參加試鏡，並通過了Pledis娛樂的全球選秀，2009年加入Pledis娛樂。
在練習生時期中，就讀初中時以旅居身份回到美國上學，然後在夏天到韓國進行練習，初中畢業後搬回韓國首爾居住並就讀首爾外國人學校。

## 演藝生涯

### 出道前
2016年3月成為PLEDIS Girlz的成員，在5月起每周六都在PLEDIS Girlz Concert中演出，2016年7月參與Girl Spirit。

### 2017-2019：PRISTIN
2017年3月21日，PRISTIN發行首張迷你專輯《HI! PRISTIN》，成嬿作為PRISTIN的成員正式出道。
2019年5月23日，PRISTIN解散，成嬿決定繼續留在Pledis娛樂，繼續以個人藝人身分活動。

### 2019-至今
2020年2月1日、2日，擔任BUMZU《 'BEAUTIFUL' @2020 BUMZU CONCERT 'STUDIO'》在首爾奧林匹克公園的演唱會嘉賓。
2022年1月3日，在個人instagram宣布共同參與 Kep1er出道首張迷你專輯《FIRST IMPACT》主打歌WADADA製作
2022年1月17日，公司發布 fromis_9迷你四輯Midnight Guest中製作非主打0g作曲
2022年4月15日，在個人instagram宣布共同擔任製作人，在Face the Sun正規四輯的先行曲Darl+ing與SEVENTEEN的WOOZI共同作詞

## 詞曲創作
韓國音樂著作權協會之登記編號：배성연 / BAE SUNG YEON（10012729），10首。

## 外部連結
- 成嬿的Instagram帳戶

| 年份   | 歌手         | 專輯名稱               | 歌名           | 作詞 | 作曲 |
| ------ | ------------ | ---------------------- | -------------- | ---- | ---- |
| 2016年 | PLEDIS Girlz | 《WE》 《HI! PRISTIN》 | WE             |      |      |
| 2017年 | PRISTIN      | 《HI! PRISTIN》        | WEE WOO        |      |      |
| 2017年 | PRISTIN      | 《HI! PRISTIN》        | Over n Over    |      |      |
| 2017年 | PRISTIN      | 《HI! PRISTIN》        | Black Widow    |      |      |
| 2017年 | PRISTIN      | 《HI! PRISTIN》        | Running        |      |      |
| 2017年 | PRISTIN      | 《SCHXXL OUT》         | WE ARE PRISTIN |      |      |
| 2017年 | PRISTIN      | 《SCHXXL OUT》         | WE LIKE        |      |      |
| 2017年 | PRISTIN      | 《SCHXXL OUT》         | 너말야너       |      |      |
| 2020年 | fromis_9     | 《My Little Society》  | 물고기         |      |      |
| 2022年 | Kep1er       | 《FIRST IMPACT》       | WA DA DA       |      |      |
| 2022年 | Seventeen    | 《Face the Sun》       | Darl+ing       |      |      |